# Mistrzostwa Świata w Piłce Nożnej 2010 (eliminacje strefy CAF)/Grupa E
W Grupie E eliminacji do MŚ 2010 biorą udział następujące zespoły:
- Wybrzeże Kości Słoniowej
- Malawi
- Burkina Faso
- Gwinea

## Tabela
| Miejsce | Drużyna                       | Mecze | Punkty | Zwyc. | Rem. | Por. | Bramki |
| ------- | ----------------------------- | ----- | ------ | ----- | ---- | ---- | ------ |
| 1       | Wybrzeże Kości Słoniowej (PA) | 6     | 16     | 5     | 1    | 0    | 19-4   |
| 2       | Burkina Faso (PA)             | 6     | 12     | 4     | 0    | 2    | 10-11  |
| 3       | Malawi (PA)                   | 6     | 4      | 1     | 1    | 4    | 4-11   |
| 4       | Gwinea                        | 6     | 3      | 1     | 0    | 5    | 7-14   |

Legenda:

PA - zespoły zakwalifikowane do Pucharu Narodów Afryki 2010

### Wyniki
| 28 marca 2009 | Burkina Faso · Kere 23' · Traoré 29' · Dagano 53' (k) 66' | 4-2(2-0) | Gwinea · Feindouno 61' (k) · Zayatte 86' | Stadion 4 Sierpnia, Wagadugu · Widzów: 30 000 · Sędzia: Mohamed Benouza Algieria |
|               |                                                           |          |                                          |                                                                                  |

| 29 marca 2009 | Wybrzeże Kości Słoniowej · Romaric 1' · Drogba 7' (k) 28' · Kalou 59' · Kone 71' | 5-0(3-0) | Malawi | Stade Félix Houphouët-Boigny, Abidżan · Widzów: 34 000 · Sędzia: Djamel Haimoudi Algieria |
|               |                                                                                  |          |        |                                                                                           |

| 6 czerwca 2009 | Malawi | 0-1(0-0) | Burkina Faso · Dagano 70' |  |
|                |        |          |                           |  |

| 7 czerwca 2009 | Gwinea · Bangoura 65' | 1-2(0-1) | Wybrzeże Kości Słoniowej · Kone 45' · Romaric 72' | Stade du 28 Septembre, Konakry · Widzów: 14 000 · Sędzia: Khalid Abdel Rahman Sudan |
|                |                       |          |                                                   |                                                                                     |

| 20 czerwca 2009 | Burkina Faso · Pitroipa 27' · Bance 78' | 2-3(1-1) | Wybrzeże Kości Słoniowej · Touré 13' · Tall 55' (samobójcza) · Drogba 70' | Stadion 4 Sierpnia, Wagadugu · Widzów: 33 056 · Sędzia: Jerome Damon Południowa Afryka |
|                 |                                         |          |                                                                           |                                                                                        |

| 21 czerwca 2009 | Gwinea · Feindouno 24' 42' | 2-1(2-0) | Malawi · Msowoya 89' | Stade du 28 Septembre, Konakry · Widzów: 14 000 · Sędzia: Khalid Abdel Rahman Sudan |
|                 |                            |          |                      |                                                                                     |

| 5 września 2009 | Malawi · Msowoya 46' 59' | 2-1(0-1) | Gwinea · Kalabane 38' | Kamuzu Stadium, Blantyre · Widzów: 15 000 · Sędzia: Coffi Codjia Benin |
|                 |                          |          |                       |                                                                        |

| 5 września 2009 | Wybrzeże Kości Słoniowej · Panadetiguiri 12' (Samobój) · Drogba 48' 65' · Touré 55' · Keita 68' | 5-0(1-0) | Burkina Faso | Stade Félix Houphouët-Boigny, Abidżan · Widzów: 38 209 · Sędzia: Eddy Maillet Seszele |
|                 |                                                                                                 |          |              |                                                                                       |

| 10 października 2009 | Malawi · N'gwira 64' | 1-1(0-0) | Wybrzeże Kości Słoniowej · Drogba 67' | Kamuzu Stadium, Blantyre · Sędzia: Abdellah El Achiri Maroko |
|                      |                      |          |                                       |                                                              |

| 11 października 2009 | Gwinea · Bah 83' | 1-2(0-1) | Burkina Faso · Dagano 37' (k) · Bamogo 60' | Ohene Djan Sports Stadium, Akra · Sędzia: Jamel Ambaya Libia |
|                      |                  |          |                                            |                                                              |

| 14 listopada 2009 | Wybrzeże Kości Słoniowej · Gervinho 16' 31' · Tiene 68' | 3-0(2-0) | Gwinea |  |
|                   |                                                         |          |        |  |

| 14 listopada 2009 | Burkina Faso · Dagano 47' | 1-0(0-0) | Malawi |  |
|                   |                           |          |        |  |